# 平賀粛学

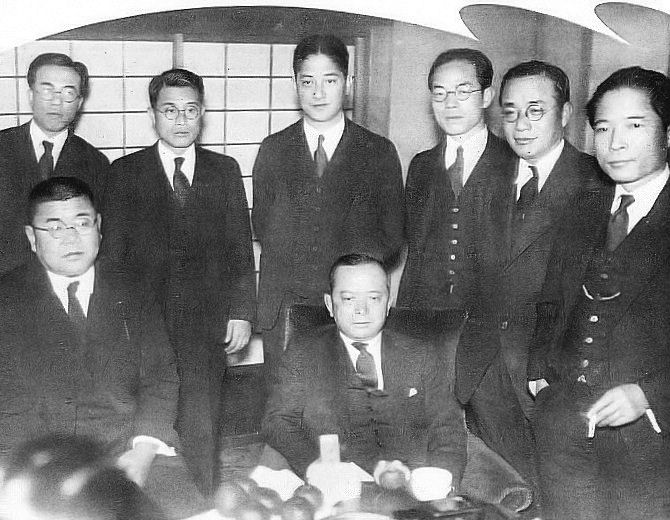
土方邸に集まった辞職教授一同

平賀粛学（ひらがしゅくがく）は、昭和14年（1939年）に東京帝国大学総長であった平賀譲が経済学部の河合栄治郎、土方成美の両教授を休職にした事件。

## 概要

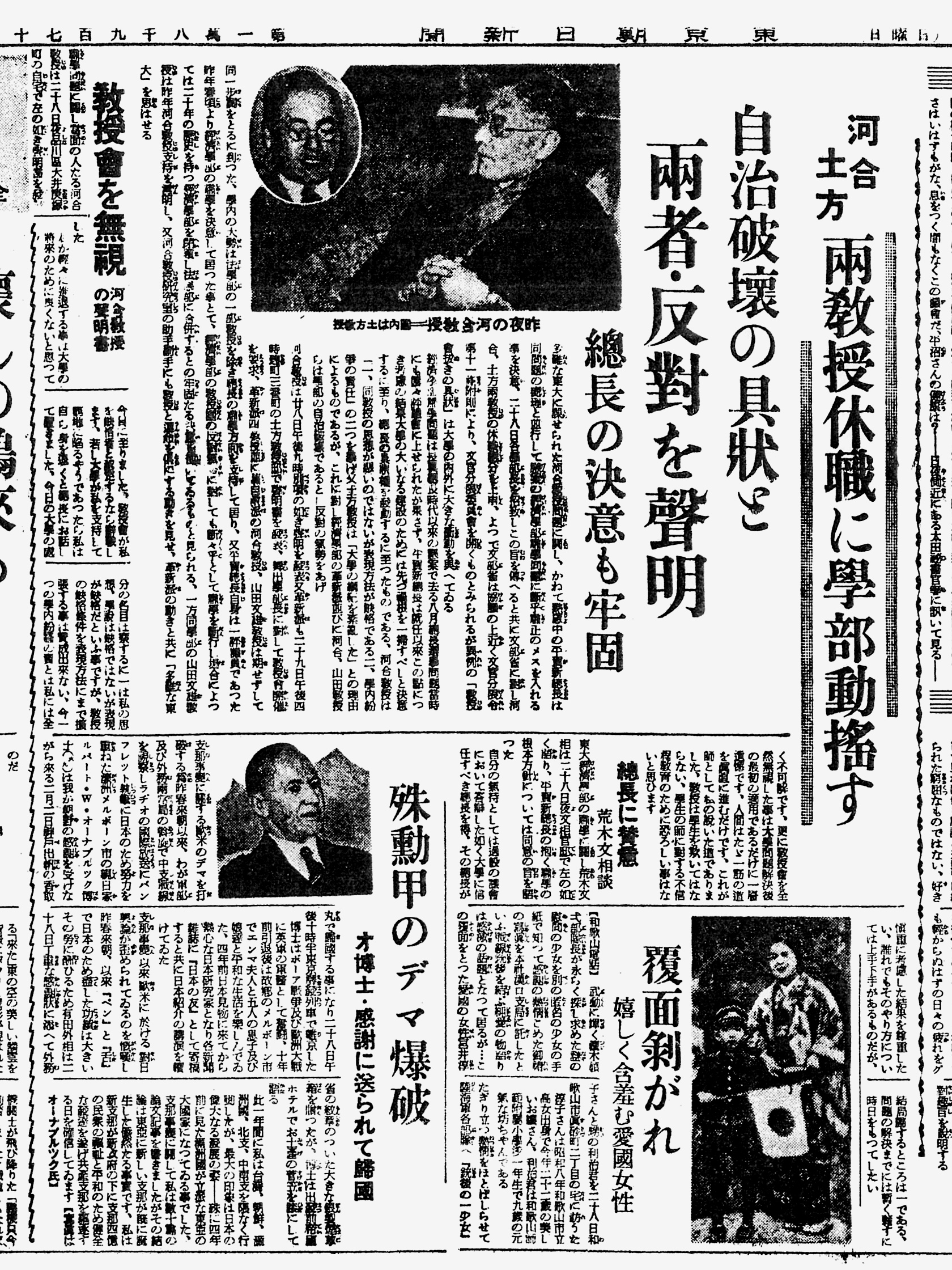
河合土方両教授休職に学部動揺す（『東京朝日新聞』 1939年1月29日付朝刊11面）

当時の東京帝国大学経済学部では、自由主義派（純理派）の河合栄治郎と国家主義派（革新派）の土方成美の派閥抗争が激しく、また河合については著書の発禁処分により文部省から処分を迫られていたところであった。平賀は喧嘩両成敗の立場から、経済学部教授会に諮ることなく、独断で両教授の休職を文部大臣（荒木貞夫）に具申した。河合については「学説表現の欠格」、土方については「綱紀の紊乱」がその理由であった。
学部の自治と思想の自由に介入したこの処分に抗議し、両派の教授らも辞表を提出、13名が経済学部に辞表を提出するという事態に発展した。
助教授以下の辞職撤回と教官の補充などにより、事態は昭和15年（1940年）に一応の収拾を見た。

## 経過
- 昭和13年12月20日 平賀譲、東京大学総長に就任
- 昭和14年1月 この頃平賀、各学部長に頻繁に接触
- 1月25日 平賀、河合・土方両教授に辞職を促すも両者拒否
- 1月27日 平賀、文官分限令により文部大臣に休職上申
- 1月28日 各学部長に休職上申が知らされる

　　　　 土方派の8名、総長に辞表を提出
- 1月29日 山田文雄教授、舞出長五郎学部長に辞表を郵送
- 1月30日 大河内一男講師、木村健康助手、安井琢磨助手、学部長に辞表を提出
- 1月31日 河合栄治郎に休職発令
- 2月13日 土方成美に休職発令

## 辞表を提出した教授陣
土方派には河合派から寝返った教授が数名いる。下記の教授陣のうち、教授4名と木村健康助手以外は後に辞表を撤回している。また法学部で蠟山政道教授が2月2日に辞職の意思を表し、3月20日に辞表を提出した。

### 土方派（革新派）
- 本位田祥男教授
- 田辺忠男教授
- 中西寅雄教授
- 橋爪明男助教授
- 油本豊吉助教授
- 渡辺信一助教授
- 柳川昇助教授
- 難波田春夫助手
- 高宮晋助手

### 河合派（純理派）
- 山田文雄教授
- 大河内一男講師
- 木村健康助手
- 安井琢磨助手